# Route nationale 97 (France)
Pour les articles homonymes, voir Route nationale 97.
La route nationale 97, ou RN 97, est une ancienne route nationale française reliant Toulon au Luc. Elle est doublée par l'A57.

## Histoire
La route nationale 97 a été créée en 1824, elle reliait Toulon à Antibes, succédant à la route impériale no 116 de Toulon à Antibes, créée le 16 décembre 1811.
Lors de la réforme des années 1930, le tronçon du Luc à Antibes a été repris par la RN 7.
Le décret du 5 décembre 2005 ne maintient pas la route nationale 97 dans le domaine routier national. En conséquence, elle est déclassée en route départementale 97 et sa gestion transférée au département du Var.

## Tracé
Les communes traversées sont :
- Toulon (km 0). La route trouve son origine place Noël-Blache, puis dessert le rond-point Bir-Hakeim et les quartiers de Saint-Jean-du-Var, Brunet, Font-Pré et la Pivotte, avant d'arriver à Beaulieu où elle prend la direction de l'A57 pour faire tronçon commun à l'échangeur du Tombadou, tandis que l'ancien tronçon vers La Valette prend le numéro D246 ;
- La Valette-du-Var (km 5) : tronçon commun avec l'autoroute A57 entre les échangeurs 3 et 5. L'ancienne route nationale 97 prend le numéro D246 dans la traversée de la ville ;
- La Garde, au lieu-dit La Pierre-Ronde (km 7) ;
- La Farlède (km 11). À l'entrée du centre-ville, la déviation Est reprend le numéro D97 et longe les Serves puis croise la rue de la Gare (PK 11), et va rejoindre la D258 à la sortie nord de la ville, près des hameaux des Daix et des Mauniers. La traversée de la ville, ancien tronçon de la N97, avenue de la République, n'a pas été renumérotée ;
- Solliès-Ville (km 14), au lieu-dit Le Logis-Neuf ;
- Solliès-Pont, tronçon commun avec A57 entre Le Logis-Neuf (ancienne fin provisoire, matérialisée par le demi-échangeur routier des Ferrages ou la traversée de Solliès-Pont devient D458) et l'échangeur 7, tronçon de l'autoroute limité à 90 km/h, puis dessert Les Terrins, La Poulasse, Sainte-christine et la Tousque ;
- Cuers (km 22). La déviation Est de la ville, aujourd'hui tronçon de l'A57 entre les sorties 9 et 10, était numérotée N97bis avant son intégration à l'autoroute en 1993 et l'ouverture du tronçon Cuers - Le Cannet. Témoin de l'époque ou la déviation est de Cuers constituait la fin de l'autoroute A57, la bretelle d'insertion dans le sens Le Luc - Toulon après que la D97 soit passée sous le rond-point des Défens-Nord ;
- Puget-Ville (km 30), en déviation sud, alors que la RN97 traversait le village auparavant, tronçon non numéroté depuis, sauf entre le croisement de la coopérative et celui de l'église, ou il prend le numéro D12 ;
- Carnoules (km 35) ;
- Pignans (km 38), même principe qu'à Puget-Ville, mais ici l'ancien tracé prend le numéro D278 ;
- Gonfaron (km 43) ;
- Le Luc (km 53).